# Deeveya spiralis
Deeveya spiralis är en kräftdjursart som beskrevs av Louis S. Kornicker och Thomas M. Iliffe 1985. Deeveya spiralis ingår i släktet Deeveya och familjen Thaumatocyprididae. Inga underarter finns listade i Catalogue of Life.